# スンガイトゥジョー
座標: 北緯4度35分 東経114度04分 / 北緯4.583度 東経114.067度
スンガイトゥジョー（Sungai Tujoh、Sg. Tujoh）は、ブルネイ・ダルサラーム国の最西端である。ブルネイのブライト地区に位置する。スンガイトゥジョーは2つのブルネイマレー語からできた地名であり、「スンガイ」（Sungai）は「川」または「小川」、「トゥジョー」（Tujoh）は数字の7を意味する。つまり、日本語に直訳すれば「7番目の川」となる。
スンガイトゥジョー村（Kampong Sungai Tujoh）と呼ばれることもあるが、この地域には元々の集落は存在しなかった。税関・税務局・入国管理局が置かれ、46名の入国審査官が勤務する。警察官も配置されているが、その任務は国境の監視、国家の安全保障、犯罪対策である。

## 地理
スンガイトゥジョーはブルネイのブライト地区最西端に位置し、国境を挟んでマレーシア・サラワク州のレンティス村（Kampong Rentis）と向かい合う。スンガイトゥジョーは西と南がマレーシアとの国境に接し、東はブルネイのスンガイ・ティガ村に接し、北は南シナ海に面する。
ブルネイにはサラワク州へ至る陸路の国境検問所が4か所あるが、そのうちのブライト地区にあるものはスンガイトゥジョー検問所が唯一である。ほかの3つはマレーシアのリンバン（Limbang）に至るブルネイ・ムアラ地区のクアラルラー（Kuala Lurah）検問所、テンブロン地区にあるプニ（Puni）入国管理局とラブ（Labu）入国管理局である。

## 歴史
スンガイトゥジョーはブルネイの国王によって、長い間、王領であると主張されてきた。事態が変化したのは1882年で、時の国王アブドゥル・モミン（Abdul Momin）は、永久に年間6,000ドル支払い続けることを条件に、バラム盆地30,000km2を白人の王が統治するサラワク王国に割譲した.
現行の国境は1958年にイギリスによって画定された。当時のイギリスがサラワク植民地の主権を有し、ブルネイを保護国にして外交の責任を保持していたからである。1960年代にサラワク州ミリ市とサラワク州西部およびブルネイとの間の人や物の流れを制御するために、入国管理局が建設された。入国管理局は設置以降、継続的に国境付近の整備を進め、2003年にはマレーシアのバラム川（Baram River）にアセアン・ブリッジ（ASEAN Bridge）を架橋した。
2005年には初めてフリークエント・トラベラーズカード（frequent traveller's card）をスンガイトゥジョーで導入した。これはブルネイ・マレーシア両国の住民が両国間を往来する際に、パスポートの代わりの正式な証明書として、「マイカッ」（Mykad）というスマートICカードを利用することができるようになった。

## 交通
マレーシアの国境を横断するフェリーに接続するいくつかの主要道路（11km）とラサウ橋（Rasau bridge）は舗装されている。
クアラブライト発の定期的な路線バスがスンガイトゥジョーに乗り入れており、スンガイトゥジョー入国管理局が終点となる。この先マレーシアに向かう場合、乗客は税関と出入国審査を通過し、徒歩でミリ行きのバスに乗り換える必要がある。